# Конрой, Джон (офицер)
Сэр Джон Понсонби Конрой (21 октября 1786 — 2 марта 1854) — британский офицер, служивший при дворе герцогини Кентской и её дочери принцессы Виктории — будущей королевы Великобритании.

## Биография

### Путь к власти
Конрой родился в Уэльсе в семье ирландцев.
В 1817 году после получения чина в вооружённых силах, стал шталмейстером принца Эдварда. Принц Эдвард умер два года спустя, оставив после себя вдову и несовершеннолетнюю дочь. Будучи управляющим домашним хозяйством герцогини Кентской в течение следующих девятнадцати лет, Конрой также стал её доверенным лицом и политическим деятелем.

### Кенсингтонская система
Он и герцогиня Кентская разработали Кенсингтонскую систему — тщательно продуманную и строгую систему правил воспитания молодой Виктории. Система понадобилась для того, чтобы ослабить волю принцессы и сделать Викторию полностью зависимой от своих наставников в расчёте на будущее влияние и власть.
Впоследствии принцесса Виктория возненавидела Конроя из-за деспотичной системы, он не пользовался популярностью и в британской королевской семье. В конечном итоге все его попытки выдвижения герцогини Кентской на роль регента оказались неудачными. В 1837 году Виктория вступила на трон по достижении своего совершеннолетия, и Конрою было приказано немедленно оставить должность управляющего. После отставки он оставался в услужении герцогини Кентской на протяжении ещё нескольких лет.

## Конец жизни
После назначения пенсии и получения титула баронета, Конрой в 1842 году вернулся в своё имение неподалёку от Рединга, графство Беркшир. Несмотря на значительное содержание в 3000 фунтов стерлингов, наличие недвижимости и злоупотребления с деньгами принцессы Софии, бухгалтерская отчётность по расходам которой не велась с 1829 года, после своей смерти он оставил крупные долги.